# Pop barroc
El pop barroc és un gènere de música derivat del pop psicodèlic sorgit a mitjans dels anys 1960 que es caracteritza per utilitzar arranjaments orquestrals o instruments propis de la música clàssica com els violins, violoncels, flautes, arpes, trompetes, així com antics teclats com el clavicèmbal i l'orgue, instruments característics del barroc.
Aquesta denominació engloba grups com The Left Banke, The Zombies, o The Association. També s'empra per qualificar el so dels Beach Boys a partir del seu disc Pet Sounds (obra mestra del pop barroc), així com per a certes cançons d'altres artistes dels anys 60 com The Beatles en els seus famosos àlbums de 1966 Revolver, amb temes com «For no One» i «Eleanor Rigby», i de 1967 Sgt. Pepper's Lonely Hearts Club Band amb «She's Leaving Home». També amb aquest so preciosista van destacar Donovan, els Rolling Stones amb l'èxit «Lady Jane» del seu LP Aftermath i el seu Between the Buttons o Love, especialment en el seu disc Forever Changes, així com la banda britànica Kaleidoscope amb el seu disc Tangerine Dream.
A l'Europa continental l'estil va ser especialment ben acollit i va tenir molts seguidors i practicants en el seu moment (1966-1970). Sobretot a França, on van destacar en aquest estil France Gall, Françoise Hardy, Michel Polnareff o, més tangencialment, Serge Gainsbourg; a Espanya, amb exemples com Los Íberos, Los Ángeles, els Pop Tops o Solera; o a Itàlia, on grups com I Pooh, els primers New Trolls o solistes com Lucio Battisti també poden ser adscrits a aquest estil, almenys en els seus discos de finals dels 60.

## Pop de cambra ochamber pop
És la denominació que es dona en l'actualitat a la música amb aquestes característiques. Els artistes més importants que es poden qualificar d'aquesta manera són Lana Del Rey, Florence + The Machine, Ali Project, Belle & Sebastian, The Divine Comedy, Camera Obscura, Kings of Convenience, The High Llamas, The Decemberists, Sufjan Stevens, Arcade Fire, Hidden Cameras, Les Ondes Martenot, Antony and the Johnsons, The Last Shadow Puppets, Jens Lekman, Panic! at the Disco, Woodkid, Lorde o Tori Amos, en els seus primers discos, també poden ser inclosos en aquest gènere musical.